# Działki Suskowolskie
Działki Suskowolskie – wieś w Polsce położona w województwie mazowieckim, w powiecie radomskim, w gminie Pionki. Ma status sołectwa.
Przez wieś przebiegają drogi wojewódzkie:  oraz .
W latach 1957–1975 miejscowość administracyjnie należała do województwa kieleckiego, a następnie w latach 1975–1998 do województwa radomskiego.
Wierni Kościoła rzymskokatolickiego należą do parafii św. Maksymiliana Kolbego w Pionkach.